# Mulultzén
Mulultzén är en ort i Mexiko.   Den ligger i kommunen Tanlajás och delstaten San Luis Potosí, i den centrala delen av landet, 250 km norr om huvudstaden Mexico City. Mulultzén ligger 314 meter över havet och antalet invånare är 135.
Terrängen runt Mulultzén är kuperad åt sydost, men åt nordväst är den platt. Mulultzén ligger uppe på en höjd. Runt Mulultzén är det ganska tätbefolkat, med 111 invånare per kvadratkilometer. Närmaste större samhälle är Ejido San José Xilatzén, 1,6 km norr om Mulultzén. I omgivningarna runt Mulultzén växer huvudsakligen savannskog.